# Liphistius suwat
Espèce
Liphistius suwat est une espèce d'araignées mésothèles de la famille des Liphistiidae.

## Distribution
Cette espèce est endémique de Thaïlande.

## Publication originale
- Schwendinger, 1996 : New Liphistius species (Araneae, Mesothelae) from western and eastern Thailand. Zoologica Scripta, vol. 25, no 2, p. 123-141.